# Sarah Roemer
Sarah Roemer, née le 28 août 1984 à San Diego (Californie), est une actrice américaine

## Biographie
Elle a entamé une carrière de mannequin à l’âge de 15 ans. Elle est passée du mannequinat à la comédie avec Petits suicides entre amis de Goran Dukić, présenté au festival du film de Sundance. Elle a également tenu de petits rôles dans Blackbird d’Adam Rapp et Rock Point de Dionysius Zervos.
Après avoir tourné The Grudge 2 de Takashi Shimizu, Sarah Roemer a été remarquée en 2007 pour sa prestation dans Paranoïak de D. J. Caruso avec Shia LaBeouf.
Elle a joué dans le court métrage Cutlass avec Virginia Madsen, Dakota Fanning et Kurt Russell.
Entre 2010 et 2011, elle fut présente dans la série The Event.

### Vie privée
Depuis juillet 2014, Sarah partage la vie de l'acteur Chad Michael Murray. Le 20 janvier 2015, il a été annoncé qu'ils se sont mariés en secret et qu'ils attendent leur premier enfant. Elle a donné naissance à un garçon le 31 mai 2015. En novembre 2016, le couple attend un deuxième enfant.
Le 14 mars 2017, elle a donné naissance à une petite fille. Le 8 juillet 2023 sur Instagram, elle annonce avec son mari qu'ils attendent un troisième enfant, une fille.

## Filmographie

### Cinéma
- 2006 : Petits suicides entre amis (Wristcutters : A Love Story) de Goran Dukić : Rachel
- 2006 : The Grudge 2 de Takashi Shimizu : Lacey
- 2007 : Paranoïak (Disturbia) de D. J. Caruso : Ashley
- 2007 : Asylum de David R. Ellis : Madison
- 2009 : Sea, sex and fun (Fired Up !) : Carly
- 2009 : Hatchi (Hachi : A Dog's Story) : Andy
- 2009 : Waking Madison : Madison Walker
- 2010 : Falling Up de David M. Rosenthal : Scarlett Dowling
- 2010 : The Con Artist : Kristen
- 2010 : Locked In : Emma Sawyer
- 2015 : The App d'Isak Borg et Dena Hysell : Elizabeth
- 2016 : Manhattan Undying de Babak Payami : Vivian
- 2021 : Jeu de survie (Survive the Game) de James Cullen Bressack :  Hannah

### Courts métrages
- 2007 : Cutlass de Kate Hudson : Eve
- 2015 : The Girlfriend Game d'Armen Antranikian : Clementine

### Séries télévisées
- 2010 - 2011 : The Event : Leila Buchanam
- 2011 : Hawaii 5-0 : Marisa Garcia
- 2012 : Daybreak : Sarah
- 2013 - 2014 : Chosen : Avery Sharp